# Сражение при Келье

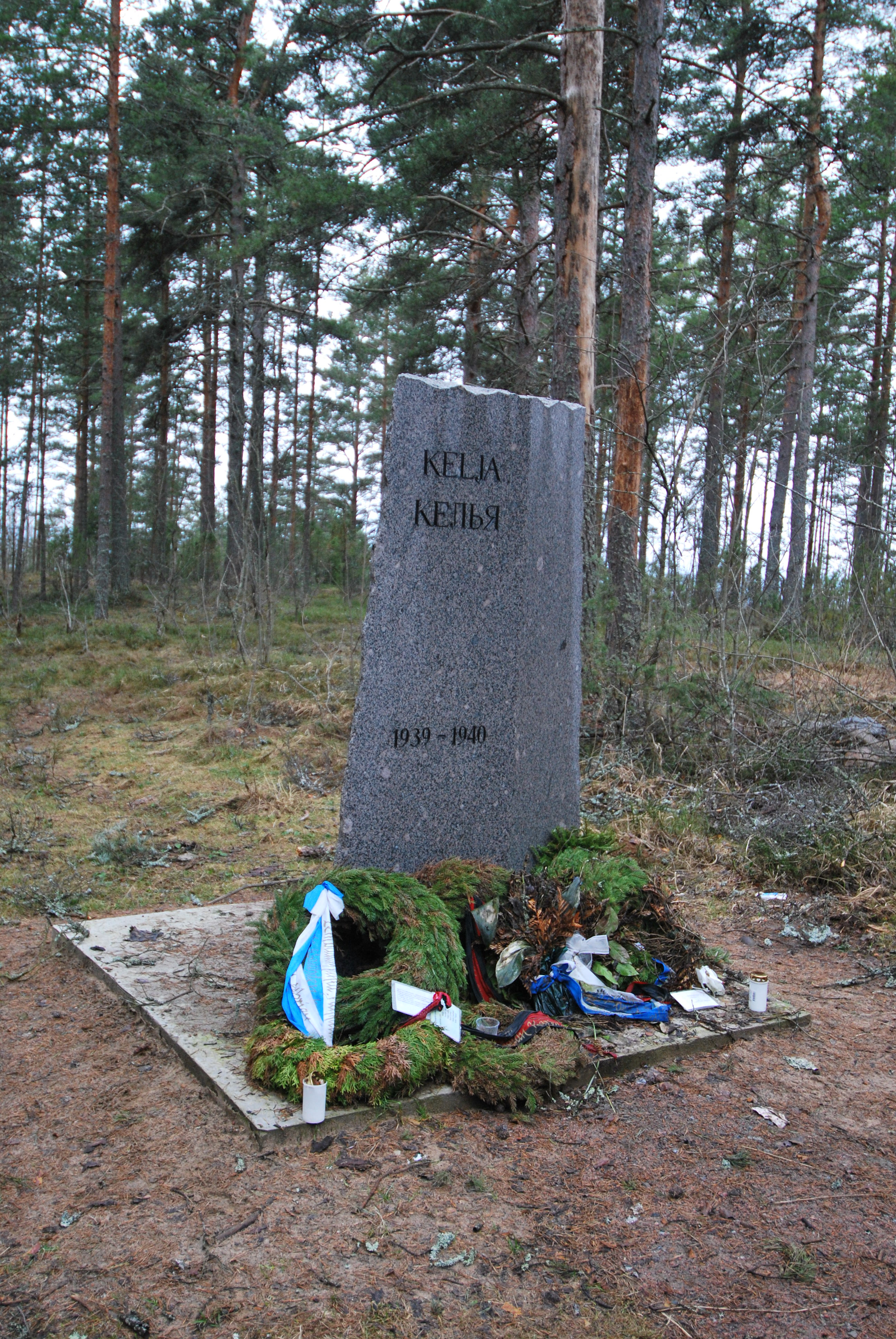
Памятник на месте финской деревни Келья

Сражение при Келье — сражение, происходившее с 25 декабря по 27 декабря 1939 года в деревне Келья (сейчас — посёлок Портовое Приозерского района Ленинградской области) и её окрестностях, была составляющей советско-финской войны между Финляндией и СССР.

## Накануне сражения
За несколько недель до начала наступления СССР весь сектор Тайпале (Битва за Тайпале) подвергался сильными обстрелами и ежедневными атаками пехоты. Все эти атаки отбивались, в основном, благодаря финской артиллерии. Атаки пехоты достигли своего пика 17 декабря и резко прекратились на следующий день. Тем не менее, артобстрелы усилились, и продолжались на протяжении всего вторжения. В последние дни перед главным наступлением финские самолеты-разведчики сообщили о прибытии на фронт советской 4-й стрелковой дивизии, а наземные патрули сообщили о необычно большом количестве советских солдат в этом районе.

## Битва

### 25 декабря
Нападение началось ранним утром, когда советские солдаты, среди которых был лейтенант Куксов, пересекли замерзшее озеро Суванто (сейчас — Суходольское озеро) под покровом темноты. Благодаря плотному снегу, наступление стало полной неожиданностью для финских войск. РККА развернула массовый артиллерийский обстрел на форт Патоними, вдали от главного удара на Келью. Когда первые советские солдаты достигли плацдарма, артиллерия теперь заработала и в тылу финских позиций. Это вызвало путаницу о размере нападения, например, отряды которые обороняли плацдарм сообщали о нападении как «ничего необычного».
В конце концов в Патоними, Волоссуле и в Келье были созданы три плацдарма. Финская артиллерия была в состоянии отразить вторую и третью волны подкрепления, однако все же силы в размере батальона уже высадились в каждом из трех плацдармов.
В секторе Патоними советские войска развернули свои тяжелые пулеметы на флангах у финнов, прежде чем они поняли, что происходит. Защитники смогли остановить атаку на достаточно долгое время, чтобы отправить предупреждение в штаб батальона. Финское командование отреагировало быстро и вывело резервный батальон из обороны, и в течение нескольких часов большинство нападавших были оттеснены на льду или уничтожены. Тем не менее, спорадическое сопротивление продолжалось до вечера, когда район был окончательно очищен.
Сектор Волоссула предупредили после того, как штаб полка был проинформировали о высадке Патоними. Сообщив, что не было ещё советских войск, им было приказано продвигаться к Патоними. Тем не менее, советские войска начали высадку на берег, и они были вынуждены иметь дело с ними, прежде чем двигаться вперед. Финский батальон, который отправили укрепить защиту пляжа, попал под артиллерийский обстрел, но все же достиг цели в течение часа. Когда они добрались туда, РККА, которая начала окапываться, подверглась интенсивному артиллерийскому обстрелу, и была отброшена назад с большими потерями.
В секторе Келья командир батальона получил сообщения о пересечении льда советскими войсками. В результате финская артиллерия сразу же заработала и защитила левое крыло от атаки с берегов. К тому времени резервы батальона были мобилизованы, а остальные атакующие силы были уже на краю поля рядом с Кельей. Последовавшая финская контратака оттеснила советские войска назад к опушке леса с помощью артиллерийской подготовки. Советские войска после контратаки окопалась и им удалось отразить другую контратаку с минимальными потерями в течение дня.

### 26 декабря

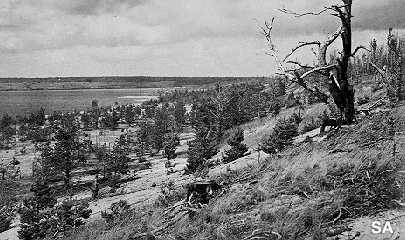
Мыс Патоними с юго-востока

В течение дня части РККА пытались отправить подкрепление по льду, большая часть которого была уничтожена финской артиллерией. Ещё две контратаки против окопавшихся советских солдат не удались, так как ситуация стала более серьезной. Финское командование предприняло несколько контратак, чтобы разрядить обстановку. Рано утром 26 декабря началась первая атака. Финны атаковали без артиллерийской и минометной поддержки, в результате чего атака захлебнулась.
Ещё одна атака, на этот раз с двумя отрядами, началась в тот же день. В начале финские войска имели некоторый успех, но после использования большой части боеприпасов, находясь под тяжелым артиллерийским обстрелом, они были вынуждены отступить. Остальной части батальона было приказано удерживать свои позиции, и остановилась для получения подкрепления после форсирования льда.
Всю ночь 4-я пехотная дивизия пыталась укрепить свои позиции на берегу, но все укрепления были разрушены финской артиллерией. Примерно один полк принимал участие в этих катастрофических атаках. Финские наблюдатели сообщили о том, что «… лёд был завален грудами тел …».

### 27 декабря
После артиллерийской подготовки финны начали ещё одну атаку, которая тоже не удалась.
Затем началась вторая контратака поддержанная мощным огнём артиллерии. На этот раз успех был на стороне финнов. Поредевшей финской роте удалось вклиниться в советские позиции. После более чем семи часов непрерывных боев сопротивление противника было сломлено. К утру 28 декабря сектор был полностью очищен, и битва при Келье закончилась.

## Результат битвы
Хотя в конечном итоге атака не удалась, но резервы сектора Тайпале истончились. Финны имели так мало человеческих ресурсов, что пришлось отправить в Тайпале резервы из западной части перешейка, тем самым ослабив этот сектор. Тем не менее, финны захватили множество советской техники, в том числе 12 противотанковых орудий, 140 пулемётов, 200 ручных пулеметов и 1500 винтовок.